# Портрет доктора Гаше
«Портрет доктора Гаше (з гілкою наперстянки)» (фр. Portrait du Dr Gachet avec branche de digitale) — картина нідерландського художника Вінсента ван Гога, написана в червні 1890, незадовго перед смертю художника. Портрет Поля Гаше, який стежив за здоров'ям художника на схилі його життя, з гілочкою наперстянки (з якої він готував для художника лікувальне зілля) був проданий на аукціоні «Крістіс» 15 травня 1990 року за рекордні $82.5 млн. Протягом наступних 15 років картина очолювала список найдорожчих картин (із тих, що коли-небудь виставлялися на продаж).

## Передісторія
Наприкінці 1888 року Ван Гог почав відчувати розумовий зрив, відрізавши частину вуха. Він залишився в лікарні місяць, але не був повністю зцілений, і в квітні 1889 року він зареєструвався в притулку в Сен-Ремі-Де-Прованс, де він залишився рік. Випущений у 1890 році, брат Ван Гога Тео шукав будинок для художника. За рекомендацією Каміль Піссарро, колишнього пацієнта лікаря, який розповів Тео про інтереси Гачет у співпраці з художниками, Тео відправив Вінсента до другого будинку Гачета в Аверсі.

## Провенанс 1-го варіанту
Після смерті Ван Гога картина перейшла у спадок його сестрі, яка, своєю чергою, в 1897 році продала її приватному колекціонерові. Картина кілька разів переходила з рук в руки, поки її не придбав 1911 року Штеделівський художній інститут. Картина перебувала у Франкфурті-на-Майні до 1937 року. У 1933 році після приходу до влади націонал-соціалістів, картину знімають з виставки і переносять в сховища музею. У 1937 році на хвилі кампанії з позбавлення від так званого «дегенеративного мистецтва» картина була конфіскована Імперським міністерством народної освіти і пропаганди. У 1938 році Герман Герінг продав картину дилеру творів мистецтва в Амстердам, а той, своєю чергою, перепродав її приватному колекціонерові Зігфріду Крамарскі, який втік під час війни разом з нею в США. Надалі картина часто виставлялася в музеї Метрополітен.
У 1990 році родина Крамарскі виставила картину на аукціон, де вона була продана за рекордні $82,5 млн японському магнату Рьоею Сайто, який після купівлі викликав сильний скандал, висловивши намір кремувати полотно разом із собою після смерті. Хоча пізніше скандал вдалося втихомирити під приводом того, що дані слова були сказані від сильних емоційних переживань (за іншими даними — дезінформація, навмисно пущена для перевірки справжності картини). У 1996 році, після смерті власника, картина була продана Міжнародному інвестиційному фонду, який, своєю чергою, незабаром продав її в «невідомі руки».[джерело?]

## Провенанс 2-го варіанту
Друга версія картини в цей час експонується в Музеї Орсе в Парижі.